# Monika Ludwig
Monika Ludwig (* 1966 in Köln) ist eine österreichische Mathematikerin und Professorin am Institut für Diskrete Mathematik und Geometrie an der Technischen Universität Wien. Ihr Forschungsschwerpunkt liegt auf Konvexgeometrie und geometrische Analysis.

## Leben
Monika Ludwig, geboren 1966 in Köln in Deutschland, erwarb 1990 den Akademischen Grad Dipl.-Ing. an der Technischen Universität Wien und promovierte im Jahr 1994 unter der Leitung von Peter M. Gruber mit der Dissertation Asymptotische Approximation konvexer Körper. In dieser Zeit arbeitete sie als Vertragsassistentin. Von 1994 bis 2000 blieb sie an der Technischen Universität Wien als Assistentin und außerordentliche Professorin. In der Zeit von 1999 bis 2000 war sie Gastprofessorin am University College London. Darauffolgend  war Ludwig bis 2001 an der New York University Tandon School of Engineering (Polytechnic Institute of New York University) tätig mit einem Erwin Schrödinger Stipendium des FWF bei Erwin Lutwak. 2002 war sie dann Gastprofessorin an der Universität Bern. 2007 wechselte sie an die New York University Tandon School of Engineering. Im Jahr 2010 kehrte sie als ordentliche Professorin an die Technische Universität Wien zurück. Von 2013 bis 2015 war sie Abteilungsleiterin des Instituts für Diskrete Mathematik und Geometrie.

## Forschung
Ihr mathematischer Forschungsschwerpunkt liegt in der Konvexgeometrie und geometrischen Analysis.
Abgeschlossene und aktuelle durch den Fonds zur Förderung der wissenschaftlichen Forschung (FWF) geförderte Forschungsprojekte sind:
- 2016–2021:  Bewertung von Gitterpolytopen (mit Károly J. Böröczky)[4]
- 2013–2017: Bewertungen auf Funkitionenräumen[5]
- 2012–2014: Linear verflochtene Abbildungen auf konvexen Körpern (mit Christoph Haberl)[6]

Mit Keith M. Ball und Martin Henk organisierte sie ab 2009 beim Mathematischen Forschungsinstitut Oberwolfach die Treffen zu konvexer Geometrie und ihren Anwendungen. Seit 2007 ist sie im Herausgebergremium von Advances in Applied Mathematics.

## Auszeichnungen und Mitgliedschaften
- 1998: „Edmund und Rosa Hlawka-Preis für Mathematik“ der Österreichischen Akademie der Wissenschaften
- 2004: Förderungspreis der Österreichischen Mathematischen Gesellschaft
- 2012: Fellow of the American Mathematical Society
- Für 2020/21 ist sie Plenarsprecherin auf dem 8. Europäischen Mathematikerkongress

Ab 2011 war sie korrespondierendes und ab 2013 volles Mitglied der Österreichischen Akademie der Wissenschaften.

## Publikationen (Auswahl)
- M. Ludwig, Matthias Reitzner: A characterization of affine surface area, Advances in Mathematics, Band 147, 1999, S. 138–172
- M. Ludwig: Projection bodies and valuations, Advances in Mathematics, Band 172, 2002, S. 158–168
- M. Ludwig: Ellipsoids and matrix valued valuations, Duke Mathematical Journal, Bd. 119, 2003, S. 159–183.
- M. Ludwig: Minkowski valuations, Transactions of the American Mathematical Society, Bd. 357, 2005, S. 4191–4213.
- M. Ludwig: Intersection bodies and valuations, American Journal of Mathematics, Band 128, 2006, S. 1409–1428
- M. Ludwig, M. Reitzner: A classification of SL(n) invariant valuations, Annals of Mathematics, Bd. 172, 2010, S. 1223–1267, Abstract
- M. Ludwig: Minkowski areas and valuations, Journal of Differential Geometry, Band 86, 2010, S. 133–162
- M. Ludwig: General affine surface areas, Advances in Mathematics, Band 224, 2010, S. 2346–2360, Arxiv
- M. Ludwig, Karoly Boroczky: Minkowski valuations on lattice polytopes, Journal of the European Mathematical Society, Band 21, 2019, S. 163–197, Arxiv
- M. Ludwig, Andrea Colesanti, Fabian Mussnig: Valuations on Convex Functions, Int. Math. Res. Not. 2019, Nr. 8, S. 2384–2410, Arxiv

Im Januar 2020 hatte Ludwig einen h-Index von 21 und wurde 2144-mal zitiert (Google Scholar).